# Daniel (opat koptyjski)
Daniel (ur. 17 marca 1959) – duchowny Koptyjskiego Kościoła Ortodoksyjnego, od 2006 opat monasteru św. Pawła.

## Życiorys
12 listopada 1983 złożył śluby zakonne. Święcenia kapłańskie przyjął 16 grudnia 1985. 11 czerwca 2006 został mianowany opatem monasteru św. Pawła. Sakrę biskupią otrzymał 15 listopada 2006.